# ناحیه فدرالی قفقاز شمالی

موقعیت ناحیه فدرالی قفقازی شمالی در نقشه روسیه

ناحیه فدرال قفقاز شمالی (به روسی: Се́веро-Кавка́зский федера́льный о́круг) یکی ازهشت ناحیه فدرال کشور روسیه است. این ناحیه در جنوب‌غربی کشور روسیه قرار دارد.
این ناحیه در تاریخ ۱۹ ژانویه سال ۲۰۱۰ میلادی از ناحیه فدرالی جنوبی جدا و به یک ناحیه مجزا تبدیل شد.
جمعیت این ناحیه بر پایه سرشماری سال ۲۰۱۰ میلادی برابر با ۹٫۴۹۶٫۸۰۰ نفر اعلام شد. مساحت این ناحیه۱۷۰٬۷۰۰ کیلومتر مربع (۶۵٬۹۰۰ مایل مربع) است.

## واحدهای فدرال
این ناحیه شامل هفت واحد فدرال است که شش عدد از آن‌ها به صورت جمهوری خودگردان و یک واحد دیگر به صورت کرای می‌باشد. این هفت واحد فدرال عبارت‌اند از: جمهوری داغستان، چچن، اینگوشتیا، کاباردینو-بالکاریا، کاراچای-چرکسیا، اوستیای شمالی-آلانیا و سرزمین استاوروپول.
| فهرست بر اساس حروف الفبای روسی مرتب شده‌است. | فهرست بر اساس حروف الفبای روسی مرتب شده‌است. | فهرست بر اساس حروف الفبای روسی مرتب شده‌است. | فهرست بر اساس حروف الفبای روسی مرتب شده‌است. |
| #                                           | پرچم                                        | ناحیه فدرالی                                | مرکز                                        |
| ------------------------------------------- | ------------------------------------------- | ------------------------------------------- | ------------------------------------------- |
| ۱                                           |                                             | جمهوری داغستان                              | مخاچ‌قلعه                                    |
| ۲                                           |                                             | اینگوشتیا                                   | ماگاس                                       |
| ۳                                           |                                             | کاباردینو-بالکاریا                          | نالچیک                                      |
| ۴                                           |                                             | کاراچای-چرکسیا                              | چرکسک                                       |
| ۵                                           |                                             | اوستیای شمالی-آلانیا                        | ولادی‌قفقاز                                  |
| ۶                                           |                                             | سرزمین استاوروپول                           | استاوروپول                                  |
| ۷                                           |                                             | چچن                                         | گروزنی                                      |